# پیز نادلس
پیز نادلس (به لاتین: Piz Nadéls) یک کوه در سوئیس است که در کانتون گراوبوندن واقع شده‌است. پیز نادلس ۲٬۷۸۹ متر بالاتر از سطح دریا واقع شده‌است.